# 6658 Akiraabe
A 6658 Akiraabe (ideiglenes jelöléssel 1992 WT2) a Naprendszer kisbolygóövében található aszteroida. Kin Endate és Vatanabe Kazuró fedezte fel 1992. november 18-án.